# Паркер, Ричард
Ричард Паркер (англ. Richard Parker; род. в мае 1963, Бристоль, Англия) — британский бизнесмен и политик, занимающий должность мэра Объединённого управления Уэст-Мидлендса с мая 2024 года. Является членом Лейбористской и Кооперативной партий. В 2024 году на выборах победил мэра от Консервативной партии Эндрю Стрита.

## Учёба
Паркер родился и вырос в Бристоле. Отец — докер, а мать — школьный секретарь. Бросил школу в 16 лет, чтобы работать в местном портовом управлении. Несколько лет спустя Паркер вернулся к учёбе и получил степень в области экономики.

## Бизнес
Паркер является квалифицированным бухгалтером по государственным финансам. В 1989 году присоединился к компании Price Waterhouse (позже PricewaterhouseCoopers, «PwC»), где стал партнёром в 2006 году, занимаясь вопросами жилья и сообществ. Он управлял отношениями компании с Лейбористской партией в течение пяти лет, с 2010 по 2015 год. Работая в PwC, он возглавил команду, консультирующую по созданию Объединённого управления Западного Мидленда и связанному с этим соглашению о деволюции.
В 2016 году он покинул PwC и основал собственную консалтинговую компанию RP Strategy, работающую с малыми и средними предприятиями и инициативами, включая жильё, зелёные инвестиции и Игры Содружества в Бирмингеме.
В апреле 2024 года The Times сообщила, что за год до того, как его выбрали кандидатом на пост мэра от Лейбористской партии, Паркер пожертвовал 12,000 фунтов теневому канцлеру Рэйчел Ривз и неделю проживания в его доме для отпуска в Корнуолле в июле 2023 года, оценённую в 1,400 фунтов. Паркер также пожертвовал 5,000 фунтов теневому министру здравоохранения Уэсу Стритингу.

## Политическая карьера
Паркер был избран мэром Уэст-Мидлендса на выборах 2024 года, победив Эндрю Стрита с перевесом в 1,508 голосов.
Во время кампании полиция Уэст-Мидлендса подтвердила, что рассматривает обвинения, выдвинутые Гари Самбруком, депутатом от Консервативной партии, о том, что Паркер мог нарушить избирательное законодательство, так как его домашний адрес находился за пределами границы Объединённого управления Уэст-Мидлендса. Паркер прокомментировал, что у него «есть база в Бирмингеме, которую он использовал для проведения кампании». Позже полиция Уэст-Мидлендса подтвердила, что обвинения не подтвердились и что «нет уголовного преступления для расследования».

## Личная жизнь
Паркер имеет дом в Барнт-Грин, Бромсгров, Вустершир, дом для отдыха в Корнуолле и арендует квартиру в центре Бирмингема. Его жена — адвокат, у пары есть сын, который учился в школе в Бирмингеме и работает в производственной сфере в Блэк-Кантри. Паркер проживает в регионе Западного Мидленда с 1985 года.
Является болельщиком футбольного клуба «Бристоль Сити» и членом Лейбористской партии на протяжении 35 лет